# Abacetus chalcites
Abacetus chalcites es una especie de escarabajo terrestre de la subfamilia Pterostichinae.  Fue descrito por Peringuey en 1896. 